# Carinata choui
Carinata choui är en insektsart som beskrevs av Yang och Zhang 1999. Carinata choui ingår i släktet Carinata och familjen dvärgstritar. Inga underarter finns listade i Catalogue of Life.